# TiVo Corporation
TiVo Corporation, ранее известная как Rovi Corporation (2009–2016) и Macrovision Solutions Corporation (1983–2009) — американская технологическая компания. Компания со штаб-квартирой в Сан-Хосе, штат Калифорния, в основном занимается лицензированием своей интеллектуальной собственности в отрасли бытовой электроники, включая управление цифровыми правами, электронный телегид и метаданные. Компания владеет более 6000 ожидающими и зарегистрированными патентами. Компания также предоставляет платформы аналитики и рекомендаций для видеоиндустрии.
В 2016 году Rovi приобрела производителя цифровых видеомагнитофонов TiVo Inc. и переименовала себя в TiVo Corporation. 30 мая 2019 года TiVo объявила о назначении Дэйва Шулла новым президентом и генеральным директором компании.
19 декабря 2019 года TiVo объединилась с Xperi; объединенная фирма работает как Xperi.